# Hyadina penalbovenosa
Hyadina penalbovenosa är en tvåvingeart som beskrevs av Clausen 1983. Hyadina penalbovenosa ingår i släktet Hyadina och familjen vattenflugor. Inga underarter finns listade i Catalogue of Life.